# José Sarmento de Matos
José António Salgado Sarmento de Matos ComM (Lisboa, 8 de Junho de 1946 – Lisboa, 28 de Outubro de 2018), foi um historiador e olisipógrafo português, que se destacou como investigador do património na cidade de Lisboa.

## Biografia

### Nascimento e formação
Nasceu em 8 de Junho de 1946, nas proximidades do Bairro Alto, em Lisboa, tendo sido o quarto de oito filhos, incluindo Maria José Salgado Sarmento de Matos e Carlos Sarmento de Matos. Aos doze anos de idade foi para Sintra, onde residiu durante alguns anos na quinta Villa Roma.
Durante a sua formação superior, esteve primeiro em Direito, tendo depois passado para o curso de História da Faculdade de Letras da Universidade de Lisboa.

### Carreira profissional
Exerceu como funcionário público durante mais uma década, num serviço sobre o tema do património, tendo depois iniciado uma especialização em história da arte com José-Augusto França, com o tema de arquitectura civil.
Destacou-se como investigador histórico, tanto de arte como de Lisboa. Escreveu diversos livros sobre a história da cidade, tendo a sua primeira obra, Uma Casa na Lapa, sido publicada em 1994 para a Fundação Luso-Americana para o Desenvolvimento. Uma das suas principais obras foi a Invenção de Lisboa, editada em dois volumes entre 2008 e 2009. Também deixou colaboração na imprensa, tendo trabalhado para os periódicos Expresso, O Independente e Público, neste último como cronista. Também participou como coordenador editorial da revista Oceanos, da Comissão Nacional para as Comemorações dos Descobrimentos Portugueses. Foi um dos responsáveis, em conjunto com António Mega Ferreira, pela organização da Exposição Mundial de 1998, tendo escolhido, por exemplo, os nomes para os arruamentos no interior do Parque das Nações. Durante esse período, investigou o património na zonas orientais de Lisboa, tendo sido responsável pela elaboração dos guias Caminho do Oriente. Colaborou na classificação de vários edifícios, e trabalhou com ateliês de arquitetura. Nos seus últimos anos, participou em palestras sobre edifícios de Lisboa, tendo escrito mais de uma centena de artigos sobre este tema.

### Falecimento
Faleceu em 28 de Outubro de 2018, aos 72 anos de idade, na sua habitação na Lapa, em Lisboa. A causa da morte foi um cancro no fígado. O velório teve lugar na Igreja das Mercês, tendo o corpo sido enterrado no Cemitério dos Prazeres.

## Homenagens
Em 9 de Julho de 1999, foi condecorado com o grau de comendador da Ordem do Mérito.
Alguns dias antes de falecer, tinha recebido a Medalha Municipal de Mérito Cultural de Lisboa.
Na sequência do seu falecimento, a Ministra da Cultura, Graça Fonseca, emitiu uma nota de pesar, onde realçou a carreira de Sarmento de Matos como investigador da cidade de Lisboa.

## Obras publicadas
- A Invenção de Lisboa (dois volumes, 2008 - 2009)
- Casa Nobre do Braço de Prata (2003)
- Um Sítio na Baixa: a Sede do Banco de Portugal (com Jorge Ferreira Paulo)
- Palácio Portugal da Gama/São Roque (obra colectiva)